# Stanton Williams
Stanton Williams (4 september 1912 – 3 maart 1929) was een Amerikaans jeugdacteur. Hij stierf op zestienjarige leeftijd.
Stanton was een broer van Esther Williams.